# Бой под Николаевкой
Бой под Николаевкой — один из боёв во время Великой Отечественной войны, произошедший 26 января 1943 года у села Николаевка между советскими и итальянскими частями. Бой был проведен в рамках Острогожско-Россошанской фронтовой наступательной операции, которая была частью Воронежско-Харьковской стратегической наступательной операции. Обескровленные альпийские части 8-й итальянской армии вместе с немецкими и венгерскими солдатами были разбиты советскими войсками, потеряв огромное количество погибшими и пострадавшими по причине невероятных холодов, и только чудом вырвались из кольца окружения, не позволив советским войскам полностью уничтожить весь Итальянский альпийский корпус. На дружественные позиции к 1 февраля 1943 года выбралось не более 6 тысяч человек.

## Место боя
Бой проходил за село Николаевка и слободу Ливенка Никитовского района Воронежской области. Сейчас это одно село Ливенка в Красногвардейском районе Белгородской области.

## Предыстория
16 декабря 1942 года, в день начала советской операции «Малый Сатурн» против итальянской 8-й армии 1-я гвардейская армия под командованием генерала В. И. Кузнецова и 3-я гвардейская армия под командованием генерала Д. Д. Лелюшенко пошли в атаку на подразделения 8-й итальянской армии, мгновенно смяв и окружив итальянцев. В течение трёх дней советские войска сумели создать выступ шириной 150 км и глубиной 45 км на участке фронта, уничтожив 2-й и 35-й итальянские армейские корпуса. Танковые колонны устремились на юг в сторону Азовского моря. В спешке была отведена 4-я немецкая танковая армия, которая поспешила задержать советские части. После этого наступила оперативная пауза, закончившаяся 13 января 1943 с началом Острогожско-Россошанской операции.

## Разгром и окружение
После начала Острогожско-Россошанской операции войска Воронежского фронта под командованием генерала Ф. И. Голикова окружили и уничтожили 2-ю венгерскую армию у местечка Свобода на реке Дон к северо-западу от итальянских позиций, а затем отбросили назад ещё и 24-й армейский корпус вермахта (немцы располагались к югу от итальянцев, венгры — к северу), после чего устремились к итальянцам. В составе Итальянского Альпийского корпуса в России были три альпийские дивизии: 2-я «Тридентина», 3-я «Джулия», 4-я «Кунеэнзе», а также 156-я пехотная «Виченца». Их материально-техническое обеспечение было очень слабым, а моральное состояние солдат — плачевным. В течение трёх дней советские части продвинулись на 200 км, обошли с флангов оборонявших позиции на Дону итальянцев и окружили всё итальянское войско. 17 января итальянцы, венгры и немцы стали отступать по ледяной степи, каждый километр пути теряя десятки и даже сотни своих солдат от обморожения, холода и стычек с советскими войсками: это происходило вопреки приказу держать фронт любой ценой.
Впоследствии командир полка из дивизии «Виченца» на допросе показал: 
«17-го утром в Подгорном (севернее Россоши) царил хаос. Пожары, грабежи, беспорядочное и лихорадочное движение автомашин… Понемногу ручейки частей, отходящих с фронта, сливаются в одну реку, образуя одну огромную колонну; это увеличивает опасность и затрудняет марш… Сколько стычек, сколько яростных схваток, чтобы заставить слабого уступить! Все лихорадочно спешат, стараются уйти от опасности».
Генерал Габриэле Наши, командир корпуса, принял окончательное решение отступать: к тому моменту в его распоряжении полноценной боевой единицей была только дивизия «Тридентина», насчитывавшая 8-9 тысяч человек, а дивизии «Джулия» и «Кунеэнзе» вместе с «Виченцой» уже практически полностью были истреблены. 40 тысяч человек, оставшиеся от 61-тысячного корпуса, продвигались на запад: войска выстроились в две колонны, во главе которых шли стрелки «Тридентины». Сопровождали их части немецкой бронетехники. К тому моменту советские войска заняли почти все населённые пункты на пути отступавших, заставляя тех с боем пробираться на запад.

## Бой 26 января (взгляд с итальянской стороны)
К утру 26 января передовые части колонны достигли деревни Николаевка, рядом с которой находилось около 6 тысяч советских солдат. В небе в тот момент пролетели четыре советских бомбардировщика. Четыре тысячи итальянских солдат из дивизии «Тридентина» получили приказ: прорвать оборону и вырваться из окружения. Эта задача ложилась на плечи батальонов «Вестоне», «Верона», «Валькьезе» и «Тирано». Однако прорвать советские позиции было практически невозможно: советские части держались, не позволяя итальянцам ни на секунду продвинуться. С каждым часом возрастал риск прибытия подкреплений, а итальянцы теряли надежду на спасение под постоянными советскими артиллерийскими обстрелами.
Верховный главнокомандующий итальянского корпуса бригадный генерал Джулио Мартинат погиб днём ранее во время атаки батальона «Эдоло». Командир дивизии «Тридентина», генерал Луиджи Ревербери, принял на себя обязанности по командованию войсками. Вечером он забрался на немецкий танк и с криками «Тридентина, вперёд!» (итал. Tridentina, avanti!) повёл свои войска в штыковую атаку (в атаке участвовал и капеллан корпуса, отец Карло Ньокки, причисленный в 2009 году к лику блаженных папой Бенедиктом XVI). Батальоны «Эдоло» и «Валь Камоника» пошли на штурм, а за ними поспешили все оставшиеся итальянские, венгерские и немецкие солдаты. Советские войска, завидев волну из 40 тысяч солдат, безумно вопивших и кричавших, вынуждены были оставить деревню, решив поберечь свои силы и не преследовать и так побитых итальянцев. Путь был расчищен.

## Бой 26-го января (взгляд с советской стороны)
К утру 26 января в районе Никитовка-Ливенка и юго-восточнее противник сконцентрировал несколько группировок войск общей численностью до 25000 человек, прорывавшихся из окружения. По данным штаба 48-й гвардейской стрелковой дивизии в них входили остатки 385-й и 387-й немецких пехотных дивизий; 6-й, 10-й, 12-й, 14-й, 19-й, 21-й и 23-й венгерских пехотных дивизий; итальянских альпийских дивизий «Тридентина», «Юлия» и «Кунеэнзе».
48-я гвардейская стрелковая дивизия в этот момент готовилась получить приказ к выдвижению  на рубеж Слоновка, Волоконовка.
В селе Николаевка оказались сосредоточены штаб дивизии со спецподразделениями, 143-й гвардейский стрелковый полк, 7 орудий 1-го дивизиона 98-го гвардейского артиллерийского полка, 6 орудий 53-го гвардейского истребительно-противотанкового артиллерийского дивизиона, 2 орудия 67-й гвардейской отдельной зенитно-артиллерийской батареи и 3 орудия 2-го дивизиона 206-го гаубичного артиллерийского полка 8-й артиллерийской дивизии РВГК.
С утра 26 января противник силами до 8000 человек пехоты, с участием от 5 до 9 танков и при поддержке 105-мм орудий и 3 шестиствольных миномётов с направлений Евсеев, Апухтин, Терешков и высоты 203,0 атаковал Николаевку. В течение боя 2 транспортных самолёта сбрасывали противнику боеприпасы и продовольствие.
Обороняющиеся в течение дня отражали яростные атаки. Наши артиллеристы вели по противнику огонь прямой наводкой, а личный состав батарей неоднократно ходил в контратаки. К исходу дня противник прорвался через северные окраины сел Николаевка и Ливенка и сумел выйти на дорогу, ведущую к селу Успенское.
В результате боя на юго-восточной окраине сел Николаевка и Ливенка противник оставил до 2000 трупов (по другим данным до 3000), было взято в плен до 400 человек (по другим данным 600, в том числе 150 погибли в результате 3-х прямых попаданий в помещения для военнопленных). Были подбиты 2 танка, а зенитная артиллерия сбила один самолёт-разведчик «Хеншель-126», один транспортный самолёт «Юнкерс-52» и один планер.
Потери частей 48-й гвардейской стрелковой дивизии составили 145 человек убитыми и ранеными, были выведены из строя шесть 76-мм пушек, четыре 45-мм противотанковых орудия и 11 автомашин. В 206-м гаубичном артполку была выведена из строя одна гаубица, потери личного состава неизвестны.
В районе Никитовки 136-й гвардейский стрелковый полк в упорном бою ликвидировал прорвавшуюся группировку противника и уничтожил 500 человек. Остатки группировки отошли в направлении Валуй, Бирюч.
В районе Старокожево лыжный батальон уничтожил группировку в 2500 человек, прорвавшуюся с направления Никитовка. В результате боя было уничтожено до 1000 человек, взято в плен 900, а остатки мелкими группами разбежались в лес севернее Старокожево. Были захвачены 100 подвод с имуществом и продовольствием.
Одновременно, группировка противника численностью до 15000 человек выходила с направления Самарино на Старокожево, а группировка в 1000 человек направилась к железной дороге южнее Валуек.
В этот день основные силы 6-го гвардейского кавалерийского корпуса занимали район Басово, Солоти, Рождествено, Насоново (севернее Валуек); 226-й кавалерийский полк 83-й кавалерийской дивизии прочесывал лес севернее Чепухино; а 256-й кавалерийский полк 11-й кавалерийской дивизии оборонял Волоконовку.

## Окончательный прорыв из окружения
31 января войска Оси дошли до Шебекино, оторвавшись от советских частей. 1 февраля уцелевшие итальянцы, венгры и немцы вышли к основным силам у Белгорода. В их распоряжении осталось всего 6 тысяч человек: 1200 человек из 3-й дивизии «Джулия», 4250 человек из 2-й дивизии «Тридентина» и около 550 немецких и венгерских солдат. 13 тысяч погибли в бою, около 40 тысяч умерли от обморожения и истощения, оставшиеся или были ранены, или попали в плен. За 15 дней марша солдаты прошли 200 км, провели 22 боя и переночевали 14 суток в русской степи. Температура воздуха ночью падала до —30 °C или даже до —40 °C. Солдаты умирали массово от обморожения, истощения и смертельных ранений.

## Память
- Золотой медалью «За воинскую доблесть» были награждены генералы Луиджи Ревербери и Джулио Мартинат (посмертно).
- В Италии ходила городская легенда, согласно которой в советских документах утверждалось, что Итальянский корпус альпийских стрелков может называть себя единственным подразделением, не потерпевшим поражения от советской армии, о чём якобы 8 февраля 1943 заявляло Радио Москва. В советских архивах не было найдено подобных документов[8][9][10].
- Участвовавший в сражении капеллан корпуса Карло Ньокки в 2009 году был причислен к лику блаженных папой римским Бенедиктом XVI.
- О бое под Николаевкой и обо всём пребывании итальянского корпуса в России упоминали в своих книгах такие писатели, как Джулио Бедески («Сто тысяч котелков льда»), Стерн, Марио Ригони («Сержант в снегах»)[11], Альфио Карузо[итал.] («Все живые — в атаку»), Карло Кьявацца («Написано на снегу») и Эугенио Корти («Красный конь»). Так, Ригони Стерн описывает в своей книге прорыв батальона «Вестоне», в котором служил[12]; Альфио Карузо — историю службы дивизии «Тридентина», которая несла огромные потери во время ночных морозов.
- В городе Кончезьо одна из улиц называется «Николаевка»[13].
- Ежегодно в Брешии проводятся памятные мероприятия по случаю годовщины боя под Николаевкой.
- В Италии издана почтовая марка, посвящённая бою. На марке изображены советский и итальянский воины.

### На английском
- Hamilton, H. Sacrifice on the Steppe. Casemate, 2011.

### На итальянском
- Giulio Bedeschi: Centomila gavette di ghiaccio. Milano, Ed. Mursia, 1967.
- Giulio Bedeschi (a cura di): Nikolajewka: c’ero anch’io, Mursia, 1972.
- Alfio Caruso, Tutti i vivi all’assalto. L’epopea degli Alpini dal Don a Nikolajevka, TEA, Milano, 2003.
- Carlo Chiavazza: Scritto sulla neve. Bologna, Ed. Ponte Nuovo, 1974.
- Egisto Corradi: La ritirata di Russia. Milano, Ed. Longanesi & C., 1964.
- Eugenio Corti, Il Cavallo rosso, Edizioni Ares.
- Eugenio Corti, I più non ritornano, Mursia.
- Fidia Gambetti: I morti e i vivi dell’ARMIR. Milano, Ed. Milano-sera, 1948.
- Riccardo Posani (a cura di): Storia illustrata della Seconda guerra mondiale, vol. V: 1942/43 la svolta della guerra. Firenze, Ed. Sansoni, 1969.
- Nuto Revelli: La guerra dei poveri. Torino, Ed. Einaudi, 1962 (ristampa 2005 — ISBN 9788806174828).
- Mario Rigoni Stern: Ritorno sul Don, Torino, Einaudi, 1973.
- Mario Rigoni Stern: Il sergente nella neve, Einaudi, ISBN 88-06-17732-X, 328 pp.
- Giorgio Rochat: Le guerre italiane 1935—1943. Dall’impero di Etiopia alla disfatta, Einaudi, 2005, ISBN 88-06-16118-0, 392 pag.
- Giorgio Scotoni: L’Armata Rossa e la disfatta italiana (1942-43), Panorama editrice, Trento, 2007.
- Lamberti Sorrentino: Isba e steppa. Milano, Ed. Mondadori, 1947.
- Giovanni Battista Stucchi: «Tornim a Baita — dalla campagna di Russia alla Repubblica dell’Ossola». Milano, Ed. Vangelista, 1983.
- Ottobono Terzi: Varvàrovka alzo zero. Milano, Ed. Longanesi & C., 1974.
- Leonida Togninelli: Dove l’amore nasce. Correggio (Italia), 1981.
- Cesco Tomaselli: Battaglia sul Don. Milano-Roma, Ed. Rizzoli, 1943.
- Autori vari: La campagna di Russia. Milano, Ed. Mondadori, 1975.

### На русском
- Джусти М. Т. Итальянские военнопленные в СССР 1941—1954. — СПб: Алетейя, 2010.
- Морозов А. Я. Война у моего дома. — Воронеж: Коммуна, 2000.
- Стерн, Марио Ригони Сержант в снегах // Избранное: Сборник. — М.: Прогресс, 1982.